# FK Srem Sremska Mitrovica
Maillots
Dernière mise à jour : 24 avril 2022.
Le Fudbalski Klub Sremska Mitrovica (en serbe : Фудбалски Клуб Сремска Митровица), plus couramment abrégé en FK Srem, est un club serbe de football fondé en 1919 et basé dans la ville de Sremska Mitrovica, en Voïvodine.

## Histoire
Il club viene fondato nel 1919 come SK Građanski (Cittadino). Jaroslav Daneš è il presidente, Stevan Kolarović il segretario, e la prima squadra è formata da: Gena Gecinger, Sepika Kin, Sergije Vetvinski Rus, Pera Petrović, Voja Srnić, Aleksije Petrović, Boža Repanić, Ozren Popović, Lajos Horváth, Heinrich Weiss, Victor Weiss, Dragutin Vasilić e la riserva è Vlada Tepšić. Il primo allenatore è Heinrich Weiss che è contemporaneamente giocatore e cannoniere.
Nel 1924 il club si aggrega alla Beogradskog Podsaveza (sottofederazione di Belgrado) in una lega con circa 12 squadre, così i dirigenti assumono il loro primo allenatore professionista, l'austriaco Rudolf Klick, che mantiene il ruolo per i successivi 15 anni. Nel 1925 raggiunge la finale, perdendo contro il BSK Belgrado. Il club vince anche molte piccoli tornei locali e durante questo periodo altre squadre di Sremska Mitrovica si fondono col Građanski come Viktorija, Posavina e Trgovački.
Dopo la riorganizzazione del campionato nel 1928, il Građanski diviene un membro della Novosadski loptački podsavez (sottofederazione di Novi Sad), un'altra delle sottofederazioni del tempo, le cui vincitrici si sfidano nel Državno prvenstvo per il titolo nazionale. Sebbene non riesca mai a primeggiare, il club rimane in questa lega fino alla seconda guerra mondiale.
Miladin Tintarović è una delle persone di maggior rilievo nella storia del club. Diviene segretario nel 1932 e durante la guerra viene preso prigioniero dalle forze dell'Asse. Finita la guerra ricrea il club col nome di SK Jedinstvo (Unità). Le nuove autorità comuniste decidono quali squadre possano continuare l'attività e quali debbano essere soppresse in base alla loro collaborazione con gli occupanti nazi-fascisti; dopo la domanda di Zina Mongerštern, al club viene permesso di continuare l'attività. Tintarović viene eletto nuovamente segetario, la squadra viene rinominata FK Srem e può continuare a portare i vecchi colori bianco e nero.
Fra il 1945 ed il 1992 il club milita nella seconda e nella terza divisione jugoslava. Durante gli anni '90 langue nella terza della Serbia, fino al 2002, quando si fonde con lo Zvezdara, appena retrocesso dalla massima divisione, ne rileva il titolo sportivo ed il posto in seconda lega (categoria che mantiene per un decennio).

## Personnalités du club

### Présidents du club
- Rajko Milanović

### Entraîneurs du club
| - Milan Đuričić - Boško Đurovski - Stevica Kuzmanovski - Milan Đuričić - Žarko Soldo - Aleksandar Stanojević - Miroslav Vukašinović (2007) - Dragan Spasić (2007) | - Zoran Đurđević - Miloš Joksić (2008) - Ratko Dostanić (2008 - 2009) - Zoran Milinković (2009) - Slobodan Vučeković (2009) - Dragan Gugleta (2009) - Aleksandar Kocić (2009 - 2010) - Boris Bunjak (2010) | - Dragi Bogić (2010) - Nebojša Vučićević (2010) - Miloš Veselinović (2011) - Nenad Lalatović (2011) - Vojimir Sinđić (2011) - Miroslav Čavka (2011) - Čeda Matić (2012) - Vladimir Madžarević (2012 - ) |

### Anciens joueurs du club
- Branislav Ivanović
- Dobrivoje Trivić